# Leptodactylinae
Leptodactylinae Werner, 1896 è una sottofamiglia di anfibi dell'ordine degli Anuri.

## Distribuzione
Le specie di questa sottofamiglia sono diffusi nell'estremo sud del Texas (USA), nello stato del Sonora in Messico, nei territori del norde delle Antille e nel sud del Brasile.

## Tassonomia
La sottofamiglia comprende 115 specie raggruppate in 4 generi:
- Adenomera Steindachner, 1867 (29 spp.)
- Hydrolaetare Gallardo, , 1963 (3 spp.)
- Leptodactylus Fitzinger, 1826 (82 spp.)
- Lithodytes Fitzinger, 1843 (1 sp.)